# Gobernación de Estonia
La gobernación de Estonia (en estonio: Eestimaa kubermang) o ducado de Estonia, también conocida como gobierno de Estonia, era un gobernación general del Imperio ruso en lo que es ahora Estonia del norte. Limitaba con la gobernación de Livonia al sur.
El territorio de la gobernación fue anexado por el Imperio ruso durante la Gran Guerra del Norte en 1721.  El zar ruso obtuvo el título de Duque de Estonia (en ruso: Князь Эстляндский, Knyaz' Estlyandskii), a veces también referido como Príncipe de Estonia.
Hasta el final del siglo XIX, la gobernación estuvo administrada independientemente por la nobleza de los alemanes del Báltico a través de un Consejo Regional feudal (en alemán: Landtag).

## Historia
Inicialmente era llamada gobernación de Reval por la ciudad de Reval, hoy conocida como Tallin, creada en 1719 en los territorios conquistados al Imperio sueco en la Gran Guerra del Norte. El anterior dominio de Estonia sueca fue cedido formalmente a Rusia en el Tratado de Nystad en 1721. Durante la subsiguiente reorganización administrativa, la gobernación fue rebautizada en 1796 como gobernación de Estonia. Mientras que el dominio de los reyes suecos había sido bastante liberal con la autonomía concedida para el campesinado, el régimen ruso era más severo y la servidumbre no fue abolida hasta 1819.
La gobernación consistía en la parte septentrional de la actual Estonia, correspondiendo a los condados de Harjumaa (incluyendo la ciudad de Tallin), Virumaa Occidental, Virumaa Oriental, Raplamaa, Järvamaa, Läänemaa y Hiiumaa. Después de la Revolución de Febrero, el 12 de abril de 1917 fue ampliada para incluir el norte de Livonia, formando así el Gobierno Autónomo de Estonia. Tallin quedó bajo control soviético hasta el 24 de febrero de 1918, cuando las tropas alemanas ocuparon Estonia y la región declaró su independencia.

## Subdivisiones
La gobernación estaba subdividida en cuatro distritos (uyezds o en alemán “Kreis”).
- Kreis Wierland – Wesenberg
- Kreis Jerwen – Weissenstein
- Kreis Harrien – Reval (Capital)
- Kreis Wiek – Hapsal (inclusive la isla de Dagö)